# 홀번 세인트판크라스 (영국 의회 선거구)
홀본과 세인트 판크라스 (Holborn and St Pancras)는 1983년 신설된 그레이터런던의 영국 의회 선거구이다. 현 지역구 의원은 2015년에 첫 당선된 키어 스타머 현 노동당 대표이자 제80대 총리이다.

## 지역 정보
영국 수도 런던의 캠던구 대부분 지역을 차지하는 지역구로 서쪽 일부 지역만 제외된다. 북쪽으로는 런던 웨스트엔드 중심가의 코번트가든과 블룸즈버리에서부터, 다양한 사회계층이 모여 사는 캠던타운을 거쳐, 부유층이 모여 사는 교외지역인 하이게이트까지 길게 뻗어 있는 지역구이다. 켄티시타운 (Kentish Town) 방면의 고스펠오크 (Gospel Oak)는 빈곤지수가 높지만, 바로 인근의 하이게이트는 빈곤지수가 낮은 편이다.
지역구 남쪽 일대에는 런던 대학교와 여러 대학병원이 자리잡고 있어 학생 인구가 많다. 또한 런던 킹스크로스역, 세인트판크라스역 등 런던을 대표하는 철도역이 밀집한 지역이기도 하다.
20세기에는 블룸스베리, 홀번, 코번트가든, 하이게이트 일대를 중심으로 보수당 표심이 압도적이었다. 그러나 2000년 이후 지역의회의 와드 (ward) 체계가 3차례 바뀌면서 단 한번도 보수당 후보가 당선된 적이없었다. 2014년 지방선거에서는 하이게이트 와드에서 녹색당 후보가 처음으로 당선되었으며, 나머지 32개 와드는 노동당 후보가 당선됐다.
예로부터 노동당의 텃밭이었던 동네로 이전 선거구 역시 1945년 총선 이래 단 한번을 제외하면 모두 노동당 후보가 당선되었으며 특히 1964년 총선부터는 노동당 후보만 연속으로 당선되고 있다.
선거구 개편이 이뤄진 1983년 총선에서도 노동당의 지역구가 되었으며 매 선거 때마다 노동당이 득표수 과반을 기록하고 있다. 과반초과 득표율은 2005년 총선에서 기록했던 13.9%부터 2017년 총선에서 기록했던 51.7%까지 다양한 편이다. 2015년 총선에서는 노동당이 승리한 지역구 232곳 가운데 과반초과 득표율이 전국 77위를 기록하였다.

## 경계
1950년 신설된 홀번 세인트판크라스사우스 지역구의 후신으로서 1983년에 신설되었다. 캠던구의 남쪽 절반을 차지하고 있으며 캠던타운, 킹스크로스, 고스펠오크, 켄티시타운, 블룸즈버리 일대를 포괄하고 있다.
홀번 세인트판크라스 지역구에 속한 와드 (ward)는 다음과 같다.
1983년~1997년
블룸즈베리, 브런즈윅, 캠던, 캐슬헤이븐, 초크팜, 고스펠오크, 그래프턴, 홀번, 킹스크로스, 리전트파크, 세인트존스, 세인트판크라스, 소머스타운
1997년~2010년
고스펠오크를 제외, 위와 동일
2010년~현재
블룸스제리, 캠든타운위드프림로즈힐, 캔틀로스, 고스펠오크, 헤이버스토크, 하이게이트, 홀번 코번트가든, 켄티시타운, 킹스크로스, 리전트파크, 세인트판크라스 소머스타운

### 2010년 선거구 개편
2010년 잉글랜드 구획위원회가 실시한 제5차 웨스트민스터 선거구 정기심의에서, 하이게이트, 고스펠오크, 헤이버스토크, 캠던타운위드프림로즈힐 와드를 옛 지역구인 햄프스티드 하이게이트에서 이전해오기로 결정되었다. 이로서 홀번 세인트판크라스의 유권자수는 2005년 영국 총선 기준 85,188명으로 집계되었다. 2010년 영국 총선에서 집계된 유권자수는 그보다 더 증가하여 런던 내에서 유권자수가 많은 지역구 가운데 5위를 기록하였다.

### 2023년 선거구 개편

2023년 선거구 개편 당시 홀번 세인트판크라스 지역구의 경계

2023년 웨스트민스터 선거구 정기심의에서 지역구 경계가 조정되었으며 다가오는 2024년 영국 총선부터 다음과 같은 워드로 구성되는 것으로 하였다.
- 블룸스베리, 캠던스퀘어, 캠던타운, 헤이버스토크, 홀번 코번트가든, 켄티시타운노스, 켄티시타운사우스, 킹스크로스, 프림로즈힐, 리전트파크, 세인트판크라스 소머스타운

이상의 변화는 2022년 5월 시행된 캠던구 지방정부 경계심의 결과를 반영한 것이며, 지역구 상하한선 준수를 위해 하이게이트, 고스펠오크 와드는 햄프스티드 하이게이트 (Hampstead Highgate) 지역구로 이전되었다.

## 국회의원

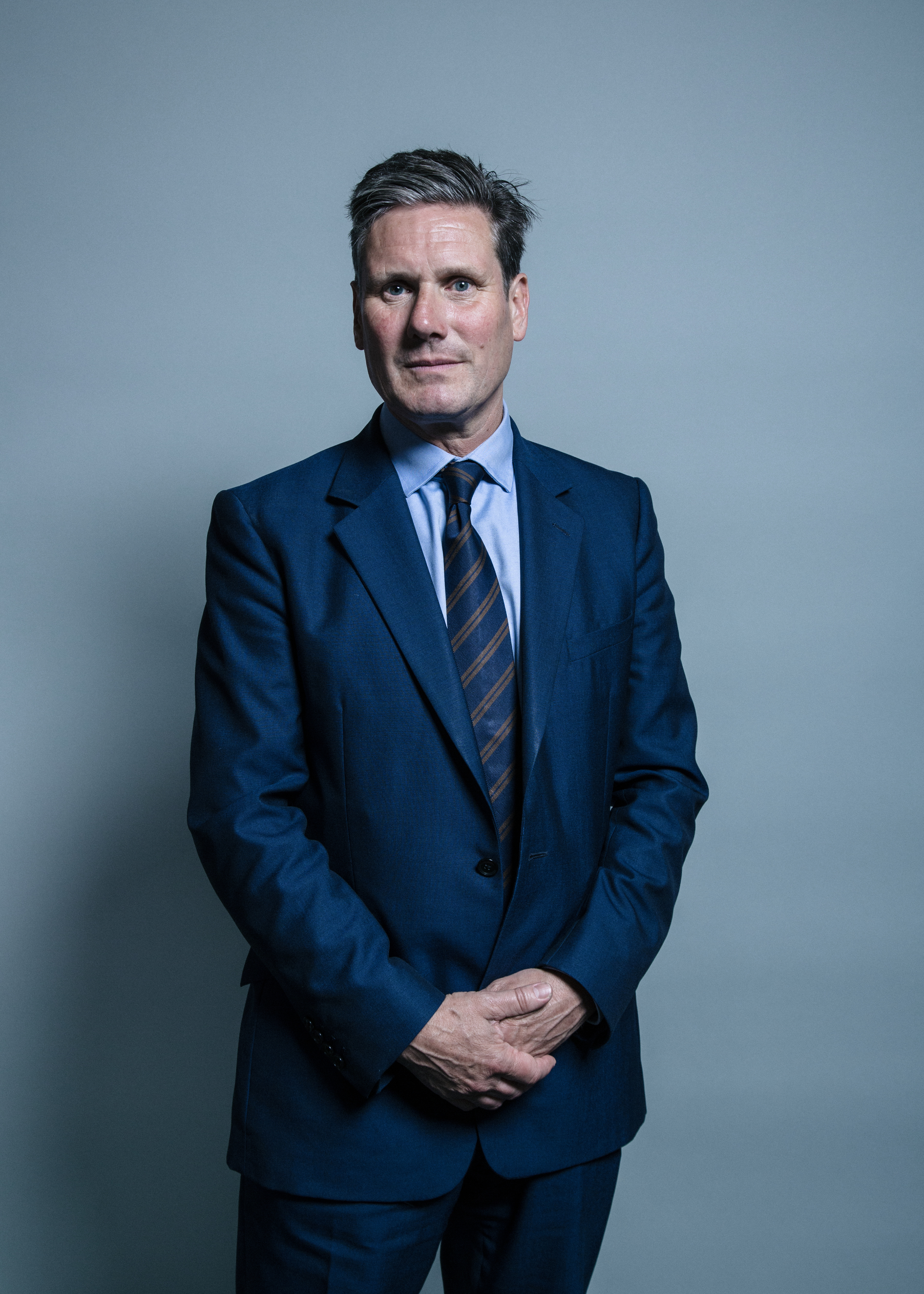
2015년부터 지역구 의원으로 있는 키어 스타머 현 노동당 대표

1983년부터 2015년까지 노동당의 프랭크 도브슨 의원이 지역구 의원으로 있었다. 프랭크 도브 의원은 1979년 전신 지역구인 홀번 세인트판크라스사우스 지역구 의원 출신이다. 한때 런던에서 가장 오랫동안 자리를 지킨 노동당 소속 의원이었으나 2015년 총선에서 불출마했다.
2015년 총선에서 키어 스타머가 후임 의원으로 당선되었으며, 2020년 4월 당대표 선거를 계기로 영국 노동당 대표와 제1야당 대표를 역임중에 있다.
| 선거 | 선거   | 의원           | 정당   | 주                             |
| ---- | ------ | -------------- | ------ | ------------------------------ |
|      | 1983년 | 프랭크 도브슨  | 노동당 | 보건장관(1997년~1999년)        |
|      | 2015년 | 키어 스타머 경 | 노동당 | 영국 노동당 대표 (2020년~현재) |

## 선거 결과

### 2020년대
|  | 48.9% |

|  | 18.9% |

|  | 10.4% |

|  | 7.2% |

|  | 6.1% |

|  | 5.8% |

|  | 1.6% |

|  | 0.4% |

|  | 0.2% |

|  | 0.2% |

|  | 0.1% |

|  | 0.0% |

### 2010년대
|  | 64.5% |

|  | 15.6% |

|  | 12.9% |

|  | 4.8% |

|  | 1.8% |

|  | 0.2% |

|  | 0.1% |

|  | 70.1% |

|  | 18.4% |

|  | 6.8% |

|  | 3.4% |

|  | 1.2% |

|  | 0.2% |

|  | 52.9% |

|  | 21.9% |

|  | 12.8% |

|  | 6.5% |

|  | 5.0% |

|  | 0.5% |

|  | 0.3% |

|  | 0.2% |

|  | 46.1% |

|  | 27.9% |

|  | 20.4% |

|  | 2.7% |

|  | 1.4% |

|  | 1.1% |

|  | 0.2% |

|  | 0.1% |

|  | 0.1% |

### 2000년대
|  | 43.2% |

|  | 29.3% |

|  | 18.9% |

|  | 8.1% |

|  | 0.4% |

|  | 53.9% |

|  | 18.0% |

|  | 16.9% |

|  | 6.0% |

|  | 3.1% |

|  | 1.2% |

|  | 1.0% |

### 1990년대
|  | 65.0% |

|  | 17.9% |

|  | 12.5% |

|  | 2.1% |

|  | 0.5% |

|  | 0.5% |

|  | 0.4% |

|  | 0.4% |

|  | 0.4% |

|  | 0.3% |

|  | 54.8% |

|  | 28.1% |

|  | 13.5% |

|  | 2.4% |

|  | 0.5% |

|  | 0.4% |

|  | 0.3% |

### 1980년대
|  | 50.6% |

|  | 31.1% |

|  | 17.6% |

|  | 0.7% |

|  | 47.5% |

|  | 30.7% |

|  | 21.4% |

|  | 0.4% |

## 같이 보기
- 런던의 영국 의회 선거구 목록